# Artisti e modelle (film 1955)
Artisti e modelle (Artists and Models) è un film del 1955 diretto da Frank Tashlin, con Dean Martin e Jerry Lewis.

## Trama
Rick, pittore in cerca di fortuna, convive assieme a Eugene, aspirante scrittore di libri per l'infanzia e assiduo lettore di fumetti dell'orrore che gli procurano rumorosi incubi notturni.
Una sera incontrano due loro vicine di casa, una delle quali assomiglia all'eroina di uno dei fumetti preferiti da Eugene, la sexy "Donna Vampiro" (Bat Lady nell'originale).
Le due vicine si rivelano essere proprio le disegnatrici del fumetto preferito da Eugene e la modella presa come riferimento per la creazione del personaggio. Abigail Parker lavora infatti per le edizioni Murdoch e Bessie Sparrowbush, che è la segretaria del signor Murdock editore del fumetto, si prende una cotta per Eugene, che inizialmente la respinge non sapendo che in realtà è "Bat Lady".
Ma l'amicizia tra i quattro viene ostacolata da un intreccio spionistico internazionale, nel quale restano coinvolti loro malgrado a causa degli incubi di Eugene (i sogni di quest'ultimo contengono infatti casualmente la vera formula di un razzo top secret "X34 meno 5R1 più 6-X36"), e solo dopo una lunga serie di vicende aggrovigliate si potranno frequentare con una certa serenità e coronare il loro amore. Rick si sposerà con la disegnatrice ed Eugene con la sua "Donna Vampiro".

## Produzione

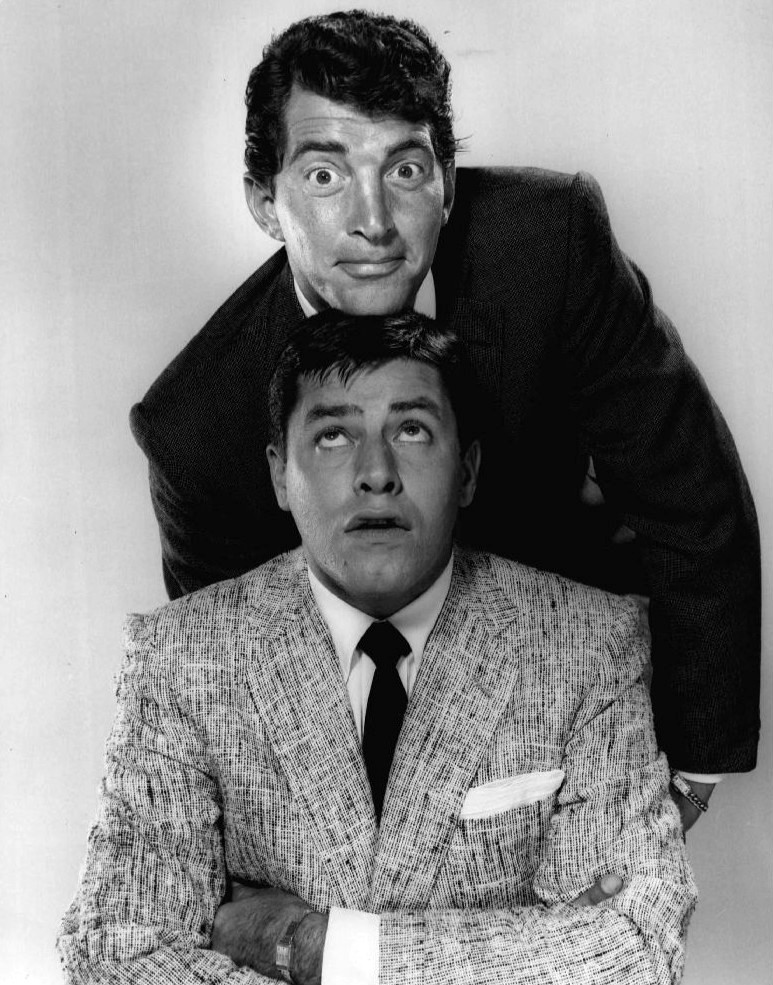
Dean Martin e Jerry Lewis nel 1955

Quattordicesimo film della coppia Martin & Lewis, Artisti e modelle venne girato dal 28 febbraio al 3 maggio 1955 negli studi della Paramount Pictures. La pellicola, una delle commedie del duo con il maggior successo di pubblico e con il budget per la realizzazione più alto, $1.5 milioni, venne filmata utilizzando la tecnica del VistaVision.
Artisti e modelle è il primo film in cui Lewis lavorò con l'ex regista di cartoni animati Frank Tashlin, di cui era un grande ammiratore. Martin e Lewis gireranno con lui il loro ultimo film insieme, Hollywood o morte!, e Lewis in seguito girerà altri sei film con la regia di Tashlin. È inoltre la seconda pellicola dove appare Shirley MacLaine, che girò subito dopo La congiura degli innocenti di Alfred Hitchcock.
Il produttore Hal B. Wallis scelse Tashlin per Artisti e modelle sulla base del suo passato come fumettista, e il film contiene molte gag influenzate dai precedenti lavori del regista per i cartoni animati dei Looney Tunes. Quando Shirley MacLaine bacia Lewis vicino a un boccione d'acqua, l'acqua inizia a bollire; in un'altra scena, durante un massaggio terapeutico, a Lewis vengono attorcigliate le gambe fin sopra la testa. Artisti e modelle contiene numerosi riferimenti ai fumetti e alla cultura pop degli anni cinquanta. In una scena viene satirizzata la campagna contro la violenza nei fumetti che porterà alla creazione del Comics Code Authority.
Tashlin infuse nel film molti richiami sessuali, rendendolo più orientato verso un pubblico adulto piuttosto che al solito pubblico dei precedenti film di Martin e Lewis; in particolare, il regista indugia sul feticismo verso le donne in costume (le varie incarnazioni di Bat Lady) e nel mostrare, in maniera piuttosto audace per i tempi, le gambe delle attrici.
Le canzoni presenti nel film e spesso cantate da Martin sono When You Pretend (cantata la maggior parte da Jerry Lewis), You Look So Familiar, Sweetheart, The Lucky Song, e Artists and Models. Una sesta canzone, cantata da Shirley MacLaine durante il party finale, intitolata The Bat Lady, fu tagliata nel montaggio finale del film.
Nel film ha una particina anche Anita Ekberg, che in seguito parteciperà al film finale di Martin & Lewis, Hollywood o morte! (1956). Shirley MacLaine invece, apparirà tre anni più tardi insieme a Dean Martin in Qualcuno verrà (1958) e l'anno successivo ne Il prezzo del successo (1959). Ekberg compare anche tre volte tra le modelle nei titoli di testa (durante la terza apparizione ha i capelli biondi chiari e indossa un vestito scollato nero simile a quello che indosserà ne La dolce vita (1960), nella memorabile scena della Fontana di Trevi.